# Silvan Hilfiker
Silvan Hilfiker (* 22. Januar 1980 in Muri; heimatberechtigt in Boswil) ist ein Schweizer Bankangestellter und seit 2013 Mitglied des Grossen Rats des Kantons Aargau (FDP-Fraktion). Seit 2010 ist er Mitglied der Geschäftsleitung der FDP Aargau.

## Biografie
Hilfiker absolvierte im Jahr 2009 am Institut für Finanzdienstleistungen Zug den Master of Advanced Studies in Bank Management. Im Jahr 2004 legte er erfolgreich die Prüfungen zum dipl. Bankfach-Experten ab. Nach einer Tätigkeit bei der Credit Suisse ist er seit 2010 bei der Neuen Aargauer Bank, seit 2016 als Stabschef (Leiter CEO Office).
Am 4. März 2024 wurde Silvan Hilfiker als neuer CEO von der Hypothekarbank Lenzburg AG vorgestellt. Er wird Nachfolger von Marianne Wildi, welche das Unternehmen 14 Jahre leitete und an der Generalversammlung vom 18. März 2024 offiziell zurücktrat. Er trat sein Amt am 1. Juni 2024 an.

## Politik
Im Oktober 2012 wurde Silvan Hilfiker in das Aargauer Kantonsparlament gewählt und bei den Wahlen 2016, 2020 und 2024 im Amt bestätigt. Seine Schwerpunktthemen liegen in einem effizienteren Asylverfahren, der Stärkung des dualen Bildungssystems und einer zukunftsgerichteten Alterspolitik. Silvan Hilfiker engagiert sich in der Geschäftsleitung der FDP.Die Liberalen Aargau, im Vorstand der Bezirkspartei Bremgarten und des Forums Aargau. Als Delegierter der FDP.Die Liberalen Schweiz vertritt er die Aargauer FDP auf nationaler Ebene. In seiner vormaligen Wohngemeinde Oberlunkhofen setzt er sich als Vizepräsident der Steuergruppe «Wohnen im Alter» auch für altersgerechtes Wohnen ein. Seit 2023 wohnt er in Jonen.